# Sulhamstead Abbots
Sulhamstead Abbots – wieś w Anglii, w hrabstwie ceremonialnym Berkshire, w dystrykcie (unitary authority) West Berkshire, w civil parish Sulhamstead. Leży 9 km od miasta Reading. W 1931 roku civil parish liczyła 295 mieszkańców.